# Charles Burklin
Charles Burklin (* 30. September 1881 in Genf; † 20. Juli 1957 auf einer Kreuzfahrt zum Nordkap, heimatberechtigt in Genf) war ein Schweizer Politiker (SP).

## Biografie
Burklin absolvierte das neusprachige Progymnasium und diplomierte später an der kantonalen Gartenbauschule. Er arbeitete alsdann für vier Jahre als Gärtner im Ausland. Er kehrte 1902 in die Schweiz zurück und trat in den Postdienst ein. Er wurde 1925 Dienstchef der Kreispostdirektion I (Genf) und war ab 1932 Finanzchef.
Ab dem Jahre 1922 war er im Gemeinderat von Le Petit-Saconnex und war von 1930 bis zu seinem Tod ebenfalls Gemeinderat der Stadt Genf. Von 1919 bis 1933 war er im Grossen Rat des Kantons Genf und war von 1922 bis 1928 und von 1931 bis 1933 Ständerat. 1922 war er der einzige sozialdemokratische Ständerat der Schweiz.
Als sehr aktiver Gewerkschafter gründete er 1918 die Ligue du personnel à traitement fixe (Verband der Festbesoldeten) und präsidierte diese während zwei Jahren. Ebenfalls gründete er die Genfer Wohnbaugenossenschaft. Um gegen die Lex Häberlin zu protestieren, organisierte er im Jahr 1922 verschiedene Demonstrationen. Burklin lehnte es nach dem Zweiten Weltkrieg ab, für den Staatsrat zu kandidieren. Er schloss sich der kommunistischen Partei der Arbeit an und nahm für diese von 1948 bis 1954 wieder Einsitz im Grossen Rat.